# ایوان رامیس
ایوان رامیس (انگلیسی: Iván Ramis؛ زادهٔ ۲۵ اکتبر ۱۹۸۴) یک ورزشکار اهل اسپانیا است.
از باشگاه‌هایی که در آن بازی کرده‌است می‌توان به رئال مایورکا، رئال وایادولید، ویگان اتلتیک، باشگاه فوتبال لوانته و ایبار اشاره کرد.
وی همچنین در تیم‌های ملی فوتبال Spain U19 Spain U21 Spain U23 بازی کرده است.